# Antonio Coppola (musicista)
Antonio Coppola (Roma, 12 settembre 1956) è un pianista, compositore e direttore d'orchestra italiano.
È considerato "uno dei principali specialisti nell'improvvisazione musicale e nell'esecuzione e creazione di colonne sonore per il cinema muto".

## Biografia
Dal 1965 al 1977 segue i corsi di pianoforte al Conservatorio Santa Cecilia. Nel 1975, su richiesta de L'Officina Film Club di Roma, comincia a improvvisare partiture per l'accompagnamento di film muti. In seguito si esibisce e compone partiture su commissione di festival e istituzioni, come Il Cinema Ritrovato di Bologna, le Giornate del cinema muto di Pordenone, Massenzio, lo Spoleto Festival, la Cineteca Nazionale, Palazzo delle Esposizioni, Villa Medici, Casa del cinema e Cinema dei Piccoli di Roma, il Sodankylä Midnight Sun Film Festival in Finlandia, la Cinémathèque québécoise, la National Gallery of Art di Washington, il Danube Film Festival, l'orchestra Octuor de France.

## Discografia
- 1987 - Buster Keaton Story vol. 1
- 2008 - Slapstick Stories - From Buster Keaton Up Until Today